# Gianfilippo Benedetti
Gianfilippo Benedetti (Sant'Angelo in Vado, 24 aprile 1928 – Fermo, 20 ottobre 2008) è stato un politico italiano.

## Biografia
Laureato in giurisprudenza, è avvocato. Esponente del Partito Comunista Italiano, viene eletto nella V e nella VI legislatura alla Camera dei deputati (restando in carica dal 1968 al 1976) e poi dalla VII alla IX legislatura al Senato (dal 1976 al 1987).
Non condivide la svolta della Bolognina e nel 1991 è tra i fondatori del Partito della Rifondazione Comunista col quale venne eletto alla Camera nel 1992 per la XI legislatura. Conclude il proprio mandato parlamentare nel 1994.
Dopo la morte, avvenuta nel 2008 all'età di 80 anni, gli è stata intitolata la camera penale della città di Fermo.